# 인보저수지
인보저수지는 울산광역시 울주군 두서면 서하리에 위치한 대한민국의 저수지이며 구량천의 지류인 서하천의 발원지이다.2012년 6월 12일 인보리 울산축협 회의실에 한국농어촌공사 울산지사가 찾아가는 고객센터 일환으로 추진하는 농지은행 상담과 저수율이 저조한 이 저수지 용수원 활용방안에 대해 논의했다.